# Pfarrkirche Pettenbach (Oberösterreich)

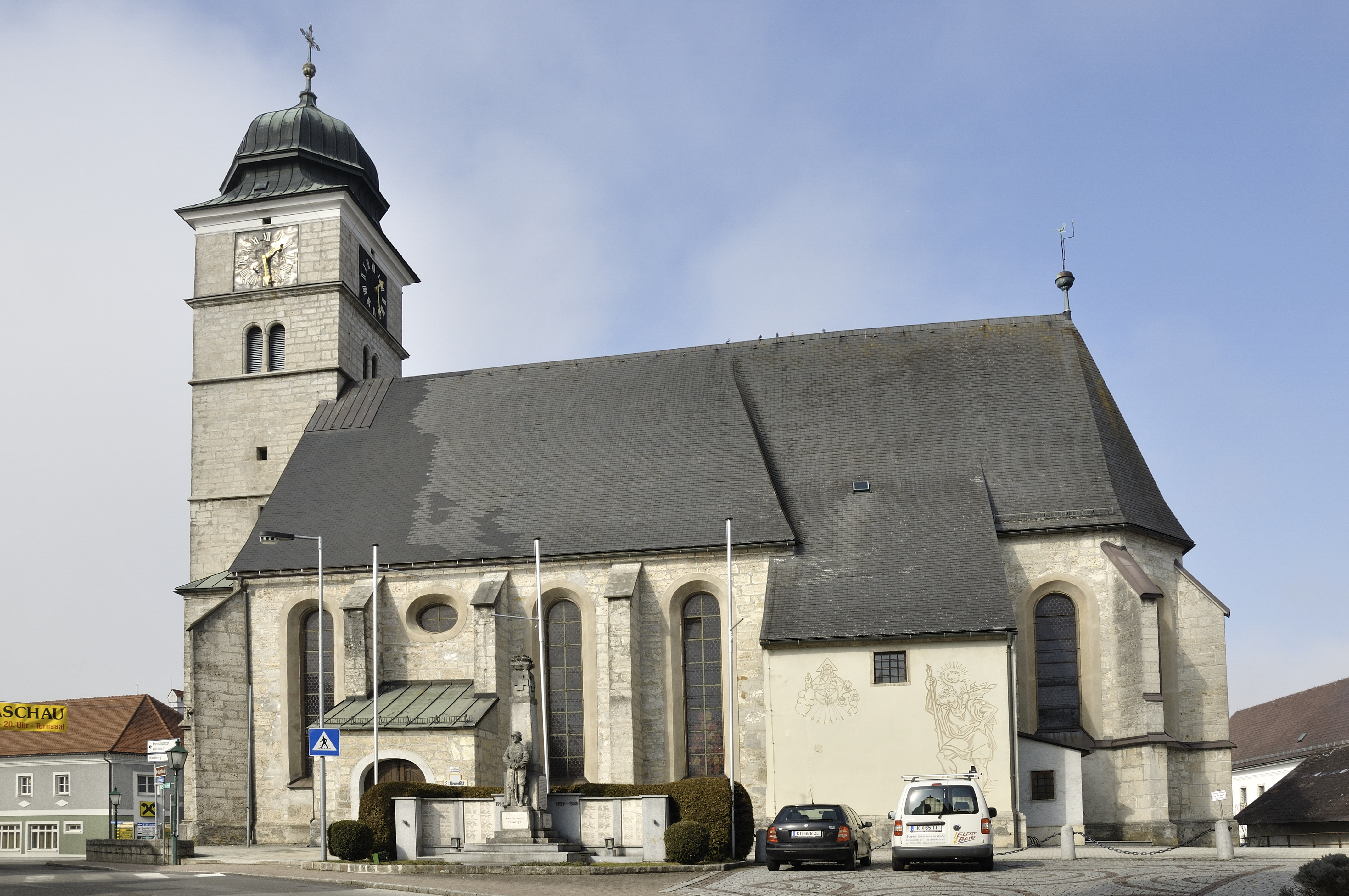
Katholische Pfarrkirche hl. Benedikt in Pettenbach

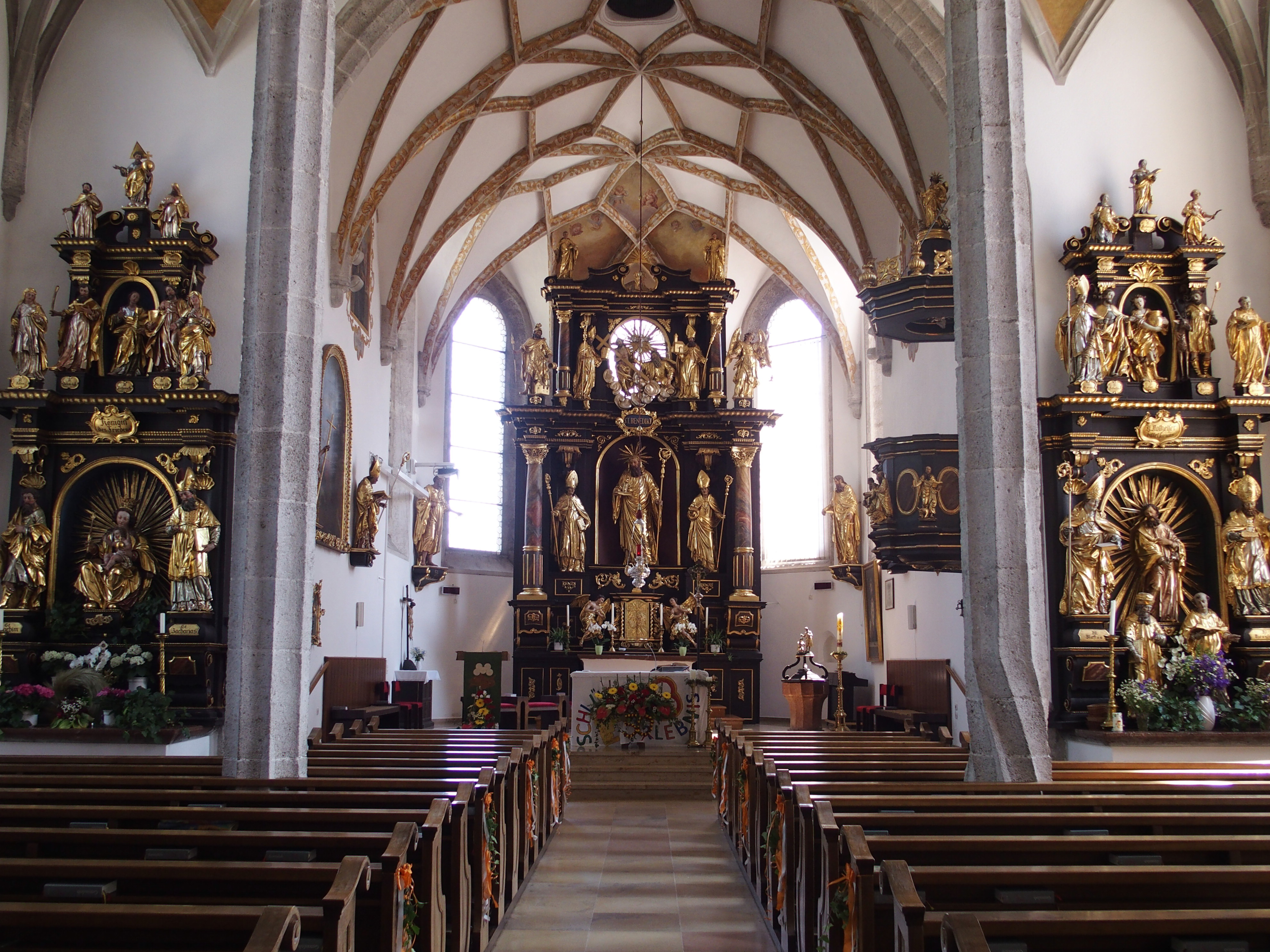
Chor und Seitenaltäre

Die römisch-katholische Pfarrkirche Pettenbach steht in der Gemeinde Pettenbach im Bezirk Kirchdorf in Oberösterreich. Sie ist dem heiligen Benedikt geweiht und gehört zum Dekanat Pettenbach in der Diözese Linz. Das Bauwerk steht unter Denkmalschutz.

## Lagebeschreibung
Die Kirche steht an der Bundesstraße im Ortszentrum von Pettenbach an der Adresse Kirchenplatz 2.

## Geschichte
Die Kirche wurde 777 erstmals urkundlich erwähnt. 1120 wurde eine Kirche errichtet. Der heutige Bau stammt großteils aus dem Jahr 1484. In den Jahren 1950 bis 1953 erfolgte eine Gesamtrestaurierung.

## Kirchenbau

### Kirchenäußeres
Das Bauwerk ist eine kleine spätgotische Kirche. Der Westturm hat einen gotischen Unterbau und wurde, mit barocker Haube, im Jahr 1616 vollendet. Das Südportal hat spätgotische Gewände. Die nördlich an die Kirche anschließende Kapelle und die beiden Vorhallen der beiden Eingänge sind aus der ersten Hälfte des 17. Jahrhunderts. Die Fenster wurden 1725 erweitert.

### Kircheninneres
Die Kirche ist eine dreischiffige Hallenkirche. Das vierjochige Langhaus ist netzrippengewölbt. Die Muster der Netze sind jochübergreifend, jedoch nicht schiffsübergreifend. Dadurch wird die Breite der Kirche betont. Das Gewölbe lagert auf schlanken, kannelierten Pfeilern. Der dreijochige Chor ist verhältnismäßig stark eingezogen, darüber ist ein Sternrippengewölbe. Der Chor hat einen 3/8-Schluss. Die Oratorien stammen aus dem 17. und aus der ersten Hälfte des 18. Jahrhunderts. Diese sind stichkappentonnengewölbt mit Stuckleisten aus der Mitte des 17. Jahrhunderts. Die barocken Fresken im Chor malte Matthias Auhuber im Jahr 1725.

### Ausstattung
Der Hochaltar wurde im letzten Drittel des 17. Jahrhunderts erbaut. Die Dreifaltigkeitsgruppe im Aufsatz ist wahrscheinlich älter. Die Seitenaltäre und die Kanzel wurden um 1700 gebaut. Der figurale Schmuck ist teilweise sehr gut ausgeführt. Auf dem linken Seitenaltar ist eine sitzende „Muttergottes mit Kind“ aus den Jahren zwischen 1620 und 1630. Sie wurde wohl von Hans Spindler für die Kirche in Heiligenleithen gefertigt. Das Taufbecken ist spätgotisch.

## Glocken
In der Glockenstube des Kirchturmes befinden sich fünf Bronzeglocken.
Das Geläute mit vier Glocken wurde 1949 in der OÖ. Glockengießerei St. Florian gegossen.
- Dreifaltigkeitsglocke – Heldenglocke: 1408 kg, 132 cm Durchmesser, Klang dis/1
- Ämilian-Koloman-Glocke: 817 kg, 111 cm Durchmesser, Klang fis/1
- Marien-Glocke: 583 kg, 99 cm Durchmesser, Klang gis/1
- Florian-Glocke: 383 kg, 83 cm Durchmesser, Klang h/1

Die Zügenglöcklein dient als Sterbeglocke und wurde 1770 von Michael Hagenauer in Steyr gegossen. Sie hat 55 kg Gewicht, 44 cm Durchmesser und den Klang h/2.